# ロキサーヌ・メスキダ
ロキサーヌ・メスキダ（Roxane Mesquida, 1981年10月1日 - ）はフランス・マルセイユ出身の女優。

## 主な出演作品
- アデュー、ぼくたちの入江 Marie Baie des Anges (1997)
- 肉体の学校 L' École de la chair (1998)
- 処女 À ma soeur! (2001)
- セックス・イズ・コメディ Sex Is Comedy (2002)
- 変人村 Sheitan (2006)
- 最後の愛人 Une vieille maîtresse (2007)
- ラバー Rubber (2010)
- ナウ・アポカリプス 〜夢か現実か!? ユリシーズと世界の終わり Now Apocalypse (2019)